# ستيفان بينغو
ستيفان بينغو (بالإنجليزية: Stephen Bengo)‏ (1 يناير 1977 بكامبالا في أوغندا - ) هو لاعب كرة قدم أوغندي في مركز الوسط. شارك مع منتخب أوغندا لكرة القدم. أما مع النوادي، فقد لعب مع نادي كامبالا سيتي ونادي ناكيفوبو فيلا ونادي يانغ أفريكانز.